# 키 라르고
《키 라르고》(영어: Key Largo)는 1948년 개봉한 미국의 필름 느와르 영화이다. 존 휴스턴이 감독과 각본을 맡았으며, 맥스웰 앤더슨의 동명 연극이 영화의 원작이다.
클레어 트레버는 이 작품을 통해 아카데미 여우조연상을 수상했다.

## 출연

### 주연
- 험프리 보가트
- 에드워드 G. 로빈슨
- 로렌 바콜

### 조연
- 라이오넬 베리모어
- 클레어 트레버

## 기타
- 원작자: 맥스웰 앤더슨
- 미술: 레오 K. 쿠터
- 세트: 프레드 M. 맥클린
- 특수효과: 로버트 벅스
- 분장: 퍼크 웨스트모어
- 의상: 레아 로즈